# Boston Peak

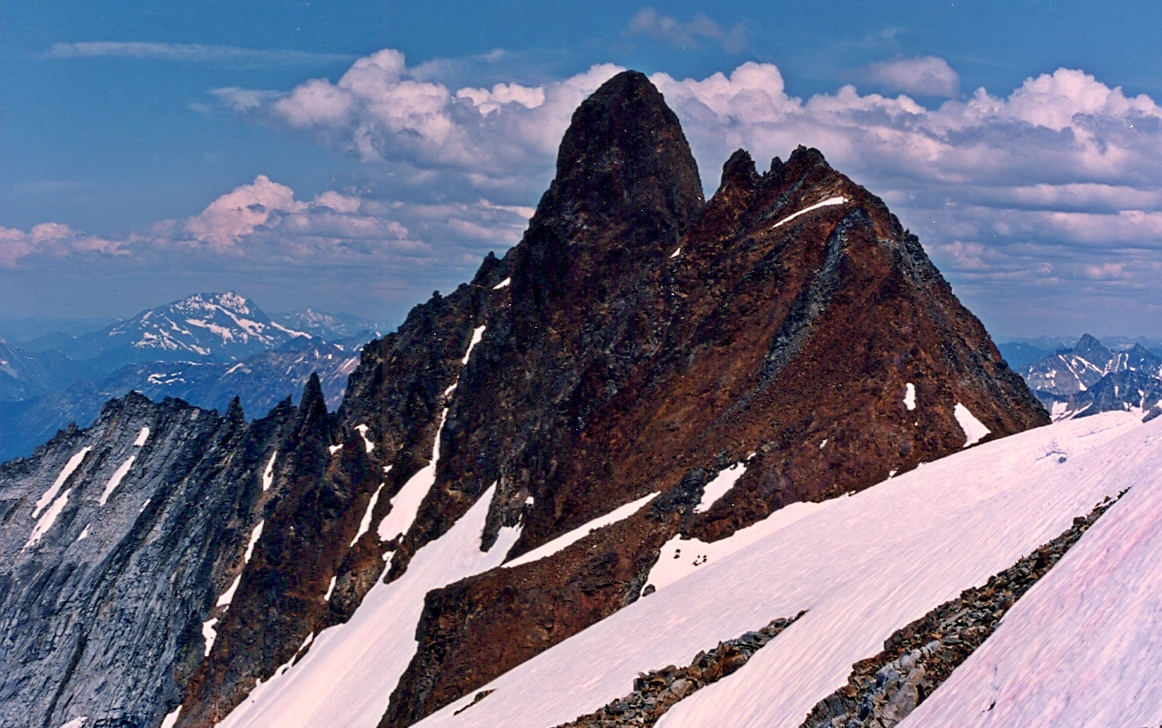
Der Boston Peak in den North Cascades 1991

Der Boston Peak ist ein höherer Gipfel der North Cascades im US-Bundesstaat Washington. Er liegt im North Cascades National Park. Mit 8.894 ft (2.711 m) Höhe ist er auf Platz 26 der Liste der höchsten Berge von Washington. Der nächstgelegene höhere Berg ist der Buckner Mountain, 1,66 mi (2,7 km) östlich gelegen.

## Beschreibung
Der Boston Peak liegt gerade nördlich der Grenze zwischen den Countys Chelan und Skagit. Er ist im Osten mit dem Buckner Mountain durch den scharfen Grat der Ripsaw Ridge verbunden, welche der County-Grenze folgt. Der Sahale Mountain liegt direkt südlich des Boston Peak; beide sind durch einen kurzen Grat miteinander verbunden. Ein längerer Grat nach Nordwesten verbindet den Boston Peak mit dem Forbidden Peak. Die nördlichen Hänge des Boston Peak und der Ripsaw Ridge sind vom Boston-Gletscher bedeckt, dem größten Gletscher der North Cascades. Die Westseite des Boston Peak bedeckt der Quien-Sabe-Gletscher. Der Davenport-Gletscher besetzt die Südostseite des Boston Peak. Östlich der hohen Gipfel von Forbidden Peak, Boston Peak und Sahale Mountain senkt sich das Land in das gewaltige Kar des Boston Basin. Zahlreiche Quellflüsse des Cascade River fließen die Hänge des Boston Basin hinab. Der Cascade Pass, ein bedeutender Gebirgspass der North Cascades, liegt etwa 2,2 mi (3,5 km) südlich des Boston Peak. Südlich der hohen Gipfel und Grate zwischen Sahale Mountain, Boston Peak, Ripsaw Ridge und Buckner Mountain gibt es ein weiteres gewaltiges Kar, das Horseshoe Basin, von dem aus einige der Quellflüsse des Stehekin River abfließen.
Der Boston Peak liegt an der Grenze der Einzugsgebiete des Skagit River im Westen mit dem Cascade River und weiteren Zuflüssen sowie des Columbia River im Osten mit dem Stehekin River und weiteren Zuflüssen.

## Geschichte
Der Boston Peak ist nach der Boston Mine benannt, die im späten 19. Jahrhundert auf der Südostseite des Berges betrieben wurde. Die ersten Bergbaurechte des späteren Cascade Mining District wurden 1889 durch George Rowse und John Rouse angemeldet, die ihre Claims „Boston“ bzw. „Chicago“ nannten.
Der Boston Peak wurde erstmals 1938 durch Calder Bressler, Ray Clough, Bill Cox und Tom Myers bestiegen. Der Aufstieg ist eine schwierige Kraxelei, da der Hang steil und das Gestein sehr locker und bröckelig ist.